# 興行成績
興行成績（こうぎょうせいせき）は、映画の売れ行きを示す言葉。
興行収入・配給収入や観客動員数等によって公開される。